# Enyimba International Stadium
 (avril 2025).
L'Enyimba International Stadium  est une enceinte sportive située à Aba au Nigeria.
Il accueille principalement des matchs de football, dont ceux de l'Enyimba International FC qui y réside. Le stade a une capacité de 25 000 places.

## Histoire
Le 3 novembre 2008, le stade est soumis à un huis clos indéfini après l'attaque des supporters hôtes sur des arbitres après un match nul contre les rivaux du Heartland Football Club.